# Nisha Ganatra
Nisha Ganatra (* 25. Juni 1974 in Vancouver, British Columbia) ist eine kanadische Filmregisseurin, Schauspielerin und Drehbuchautorin.

## Leben
Nisha Ganatra wurde in Kanada geboren, wuchs aber in Los Angeles auf. Sie hat indische Wurzeln: Ihre Mutter stammte aus Neu-Delhi und ihr Vater aus Bombay. Bereits als Kind wurde ihr Interesse an amerikanischen Filmen geweckt, insbesondere Liebesfilme und Screwball-Komödien weckten ihr Interesse. Sie studierte Filmregie an der Tisch School of the Arts der New York University.
Ihr Debüt-Langfilm Chutney Popcorn über ein lesbisches Liebespaar in New York, gespielt von Jill Hennessy und ihr selbst, das ein Kind möchte, war gleichzeitig auch ihr Durchbruch. Sie erreichte den 3. Platz des Panorama Publikumspreises bei der Berlinale 2000 und gewann die Publikumspreise des Newport Film Festivals, des Paris International Lesbian and Feminist Film Festival und des Madrid International Film Festivals, außerdem den Filmpreis des Outfest Los Angeles, des San Francisco International Lesbian & Gay Film Festivals and Munich Gay and Lesbian Film Festival.
2003 erschien ihr zweiter Spielfilm Cosmopolitan, der beim South-by-Southwest-Festival gezeigt wurde. Er wurde außerdem bei der International Public Television Screening Conference als einziger Erzählfilm gezeigt.
Neben ihren Kinofilmen drehte sie außerdem für das Fernsehen. So drehte sie Folgen von Fernsehserien wie Mr. Robot, Shameless und Haven. Für ihre Arbeit an der Amazon-Video-Serie Transparent wurde sie für einen Primetime Emmy nominiert und gewann einen PGA Award. 2019 entstand unter ihrer Regie die Komödie Late Night mit Emma Thompson und Mindy Kaling in den Hauptrollen. Ihre Musikkomödie The High Note mit Dakota Johnson und Tracee Ellis Ross in den Hauptrollen musste aufgrund der COVID-19-Pandemie in den meisten Ländern auf eine Kinoauswertung verzichten.
Nisha Ganatra lebt offen homosexuell, was auch an einigen ihrer Filme und Serienepisoden erkennbar ist, die oft Themen und Motive der LBGT-Community aufgreifen.

## Filmografie (Auswahl)
Regie
- 1999: Chutney Popcorn
- 2001: The Real World (Fernsehserie, 4 Folgen)
- 2003: Fast Food High
- 2003: Cosmopolitan (Fernsehfilm)
- 2005: Wedding Bells
- 2011: Futurestates (Fernsehserie, 1 Folge)
- 2012: Haven (Fernsehserie, 1 Folge)
- 2013: The Hunters – Auf der Jagd nach dem verlorenen Spiegel (The Hunters, Fernsehfilm)
- 2013: Immer wieder Weihnachten (Pete’s Christmas, Fernsehfilm)
- 2014: Transparent (Fernsehserie, 3 Folgen)
- 2015: The Mindy Project (Fernsehserie, 1 Folge)
- 2015: Mr. Robot (Fernsehserie, 1 Folge)
- 2015: Married (Fernsehserie, 3 Folgen)
- 2016: Shameless (Fernsehserie, 1 Folge)
- 2016: You Me Her (Fernsehserie, 10 Folgen)
- 2016: Better Things (Fernsehserie, 4 Folgen)
- 2016–2018: Brooklyn Nine-Nine (Fernsehserie, 3 Folgen)
- 2017: Girls (Fernsehserie, 1 Folge)
- 2017: Dear White People (Fernsehserie, 2 Folgen)
- 2017: Fresh Off the Boat (Fernsehserie, 1 Folge)
- 2017: Future Man (Fernsehserie, 2 Folgen)
- 2017–2018: The Last Man on Earth (Fernsehserie, 2 Folgen)
- 2018: Love (Fernsehserie, 2 Folgen)
- 2019: Late Night
- 2019: Black Monday (Fernsehserie, 1 Folge)
- 2020: The High Note
- 2025: Freakier Friday

Produzentin
- 1998: The Kinsey 3 (Kurzfilm)
- 1999: Chutney Popcorn
- 1999: Kiss It Up God (Kurzfilm)

Drehbuch
- 1999: Chutney Popcorn
- 2008: The Cheetah Girls: One World (Fernsehfilm)
- 2011: Futurestates (Fernsehserie, 1 Folge)
- 2016: Center Stage: On Pointe (Fernsehfilm)

Schauspielerin
- 1995: Die Mörderklinik (The Pit: Emergency Room)
- 1999: Chutney Popcorn
- 2000: The Acting Class
- 2005: Bam Bam and Celeste
- 2007: Don’t Go (Fernsehfilm)
- 2011: Small, Beautifully Moving Parts
- 2015: The Real Reason Women Don’t Direct More Action Movies (Fernsehfilm)